# Seznam mehiških pesnikov
Seznam mehiških pesnikov.

## A
- Pita Amor

## B
- Alberto Blanco
- Francisco González Bocanegra

## C
- Rosario Castellanos
- Luis Cernuda (špansko-mehiški)

## M
- Concha Michel (1899-1990) (kantavtorica)
- José Morella

## N
- Amado Nervo
- Salvador Novo

## O
- Marco Antonio Montes de Oca
- Manuel José Othón

## P
- José Emilio Pacheco
- Fernando del Paso
- Octavio Paz
- Carlos Pellicer
- Guillermo Prieto

## S
- Jaime Sabines
- Justo Sierra

## T
- José Juan Tablada

## Z
- Gabriel Zaid